# 寵物小精靈劇場版：水都的守護神 拉帝亞斯與拉帝歐斯
《水都的守護神 拉帝亞斯和拉帝歐斯》（日語：劇場版ポケットモンスター 水の都の護神 ラティアスとラティオス），是宝可梦動畫的第五部電影版、同時也是城都聯盟及無印系列的最後一部電影。本作以「心之水滴，呼喚傳說的宝可梦」作為標語。
票房收入達26.7億日元，在《光環的超魔神 胡帕》上映前是全系列電影票房中最低的一部，然而其在觀眾間的評價普遍偏正面，也是一部表現充滿特色的作品。

## 劇情簡介
水都奧多馬雷，相傳在這裡有兩隻傳說神奇寶貝——拉帝歐斯與拉帝亞斯，秘密地看守著守護這座城市的寶石：心之水滴。小智一行人正好造訪這裡，參加完水上競速賽後，並從當地居民口中得知這項傳說。這時，聞名世界的怪盜姊妹出現了，她們為了奪取心之水滴，利用探測器，找出了變成人型的拉帝亞斯，想藉此查出心之水滴的下落，正好被小智撞見。怪盜姊妹想利用心之水滴的力量掌控整個水都奧多馬雷，小智該如何制止她們的計畫？

## 場景
- 奧多馬雷：取材自意大利的水都威尼斯。

## 登場人物
| 角色                   | 配音員                        | 配音員 | 配音員                    | 介紹                                                                                   |
| 角色                   | 日本                          | 香港   | 臺灣                      | 介紹                                                                                   |
| ---------------------- | ----------------------------- | ------ | ------------------------- | -------------------------------------------------------------------------------------- |
| 小智                   | 松本梨香                      | 吳小藝 | 汪世瑋                    |                                                                                        |
| 皮卡丘                 | 大谷育江                      |        |                           |                                                                                        |
| 小霞                   | 飯塚雅弓                      | 張雪儀 | 林美秀                    |                                                                                        |
| 小剛                   | 上田祐司                      | 張振聲 | 于正昇                    |                                                                                        |
| 武藏                   | 林原惠                        |        | 詹雅菁                    |                                                                                        |
| 小次郎                 | 三木真一郎                    |        | 吳東原                    |                                                                                        |
| 喵喵                   | 犬山犬子                      |        | 汪世瑋                    |                                                                                        |
| 本葛雷                 | グッチ裕三                    |        | 于正昇                    | 水都奧多馬雷的工匠。                                                                   |
| 卡儂                   | 折笠富美子                    |        | 林美秀                    | 本葛雷的孫女，曾被拉帝亞斯偽裝。在《寶可夢 旅途 目標是寶可夢大師》第10集片尾客串登場。 |
| 桑娜、莉安（怪盜姊妹） | 神田宇乃(桑娜) 釋由美子(莉安) |        | 劉如蘋(桑娜) 詹雅菁(莉安) | 想利用心之水滴做壞事的姊妹花，最後遭到逮捕。                                           |

### 敵方神奇寶貝
- 鐮刀盔
  - 莉安用大教堂的機械復活的古代宝可梦。
- 化石翼龍
  - 莉安用大教堂的機械復活的古代宝可梦。
- 太陽伊布
  - 桑娜的宝可梦。
- 阿利多斯
  - 莉安的宝可梦。

### 傳說宝可梦
- 拉帝歐斯（日本配音：江原正士，台灣配音：吳東原）
- 拉帝亞斯（日本配音：林原めぐみ，台灣配音：林美秀）

## 備註
- 本片是宝可梦劇場版中，首次有宝可梦死亡的一作。
- 片尾中親吻小智的是卡儂還是拉帝亞斯，官方並沒有說明，因此不得而知。
- 片尾曲當中出現「洛奇亞爆誕」內出場的收藏家。
- 本片一直直至2006年才隨著「宝可梦樂園（Poké Park）」的宣傳活動而被引進台灣，並且從未在當地電影院上映。

## 主題曲
| 曲別   | 曲名                           | 作詞             | 作曲     | 編曲     | 歌             |
| ------ | ------------------------------ | ---------------- | -------- | -------- | -------------- |
| 片頭曲 | 「」（目標是神奇寶貝大師2002） | 戸田昭吾         | 田中宏和 | coba     | coba＆松本梨香 |
| 片尾曲 | 「」（不是孤孤單單一個人）     | 宮沢和史         | coba     | coba     | coba＆宮沢和史 |
| 插曲   | 「SECRET GARDEN」              | Natsumi Watanabe | 宮崎慎二 | 宮崎慎二 | MADOKA         |

## 工作人員
- 原案：田尻智
- スーパーバイザー：石原恒和
- アニメーション監修：小田部羊一
- エグゼクティブプロデューサー：久保雅一、川口孝司
- プロデューサー：吉川兆二、松追由香子、盛武源
- アニメーションプロデューサー：奥野敏聡、神田修吉
- アソシエイトプロデューサー：川原章三、山内克仁、大橋美紀子、山下善久、千田寿嗣、吉田紀之
- アシスタントプロデューサー：福田剛士
- TVリレーションシップス：岩田圭介、岩田牧子
- デスク：藁科久美子、島村優子、金原由香里
- 脚本：園田英樹
- 分鏡：湯山邦彦
- 演出：日高政光、越智浩仁、吉村章、井硲清高
- キャラクター原案：杉森建、藤原基史、森本茂樹、吉田宏信、太田敏、にしだあつこ、斎藤むねお、吉川玲奈、奥谷順
- 人物設定：玉川明洋、一石小百合、松原徳弘
- デザインワークス：近永健一、ゴトウマサユキ、コレサワシゲユキ、毛利和昭
- 作画監督：玉川明洋、井ノ上ユウ子、松原徳弘、毛利和昭、高橋英吉、辻初樹、池田和美
- 動画チェック：榎本富士香、齋藤徳明、室岡辰一、大畠貴代、吉野満純、山中正博、森出剛
- 色彩設計：吉野記通、佐藤美由紀
- 色指定：手嶋明美
- 検査：石川直樹、伊藤良樹、伊藤敦子、奥井恵美子、安藤有由美、粕田信治、川崎亜矢、中沢智宏
- 特殊効果：太田憲之
- 美術監督：金森勝義
- デジタルワークス：高尾克己
- 撮影監督：白井久男
- CGI監督：鹿住郎生
- 2Dディレクター：水谷貴哉
- プロダクションマネージャー：大竹研次
- チーフ3DCGデザイナー：佐藤誠
- 編集：ジェイ・フィルム（辺見俊夫）
- 編集助手：板部浩章、神野学、今井大介
- 現像：IMAGICA
- 音楽：coba、宮崎慎二
- 音楽プロデューサー：斎藤裕二、田中宏和
- 一部原曲・作曲：一之瀬剛、青木森一
- 音響監督：三間雅文
- 音響プロデューサー：南沢道義、西名武
- 制作担当：小板橋司
- 制作進行：牧野治康、児玉隆、加藤浩章、新田典生、古宮摩里、村上修一、亀井康輝、上野弘幸
- アニメーション制作協力：スタジオコクピット、京都动画
- アニメーション制作：OLM
- 制作：小学館プロダクション
- 監督：湯山邦彦
- 製作：龜井修、鶴宏明、富山幹太郎、芳原世幸、宮川鑛一、福田年秀、八木正男、Pikachu project 2002

## 附篇作品
同時上映 皮卡皮卡的星空露營（ピカピカ星空キャンプ）
- 日本英文名：A Pika Pika Starlit Sky Camp
- 美國官方名：Camp Pikachu
- 場景：火車、星空下
- 劇情簡介：皮丘兄弟搭乘火車的途中，一不小心從火車上摔了下來，再度與皮卡丘相遇。皮卡丘他們為了幫助皮丘兄弟到火車站，於是展開了一場小小的冒險。
- 主要登場宝可梦：皮丘兄弟、小果然翁、夜骷髏、電螢蟲

## 外部連結
- （日語）電影介紹 （页面存档备份，存于）
- 互联网电影数据库（IMDb）上《寵物小精靈劇場版：水都的守護神 拉帝亞斯與拉帝歐斯》的资料（英文）
- 时光网上《寵物小精靈劇場版：水都的守護神 拉帝亞斯與拉帝歐斯》的資料（简体中文）
- 豆瓣电影上《寵物小精靈劇場版：水都的守護神 拉帝亞斯與拉帝歐斯》的資料 （简体中文）